# Pseudomystus leiacanthus
Pseudomystus leiacanthus är en fiskart som först beskrevs av Weber och De Beaufort 1912.  Pseudomystus leiacanthus ingår i släktet Pseudomystus och familjen Bagridae. IUCN kategoriserar arten globalt som livskraftig. Inga underarter finns listade i Catalogue of Life.